# Vassili Dokoutchaïev
Vassili Vassilievitch Dokoutchaïev (en russe : Василий Васильевич Докучаев, 1846–1903) est un géographe russe. Il est considéré comme le père de la science des sols ou pédologie et à ce titre comme le premier pédologue. Il est peut-être un des premiers scientifiques à avoir réalisé une vaste étude des types de sols.

## Biographie
Dokoutchaïev étudie et enseigne la géographie à l'université de Saint-Pétersbourg, où il a notamment Andreï Krasnov comme élève. Il est amené à étudier les sols de son pays car on s'inquiète alors des conséquences désastreuses sur l'agriculture et les sècheresses des années 1873 et 1875. Parcourant la Russie, il observe que les sols sont liés, dans leur nature et leur répartition, aux facteurs suivants : climat, roche sous-jacente, relief, temps, agents biologiques (végétation, animaux du sol).
À la même époque, en Europe de l'Ouest, on croit les sols surtout liés aux roches. Réaliser que ceux-ci sont sous l'influence du climat et s'organisent, à l'échelle de la Terre, en grandes bandes alignées sur les parallèles du globe est nouveau pour l'époque. En plus, comprendre que les agents biologiques interviennent et observer que le sol est l'interface entre le monde minéral (les roches) et le monde vivant. C'est une révolution. Un vrai paradigme. La science du sol est née, autonome, et n'est plus une sous-branche de la géographie. De fait, Dokoutchaïev est universellement considéré comme le père de la pédologie. Ses idées vont passer à l'ouest car lui et ses disciples publient en français ou en allemand. L'équipe vient en 1900 à Paris, pour l'Exposition universelle. Elle présente, dans le pavillon russe, un bloc de tchernoziom d'un mètre cube, ce sol sur lequel Dokoutchaïev a réalisé sa thèse (1883) et qui est renommé pour sa fertilité.
Les résultats obtenus par Dokoutchaïev sont liés au fait qu'il est sorti de son laboratoire, a parcouru sans relâche le terrain, a privilégié l'observation sur des milliers de sites. Outre sa conception d'ensemble de la pédologie, on lui doit aussi l'amélioration des techniques de description et de cartographie des sols.

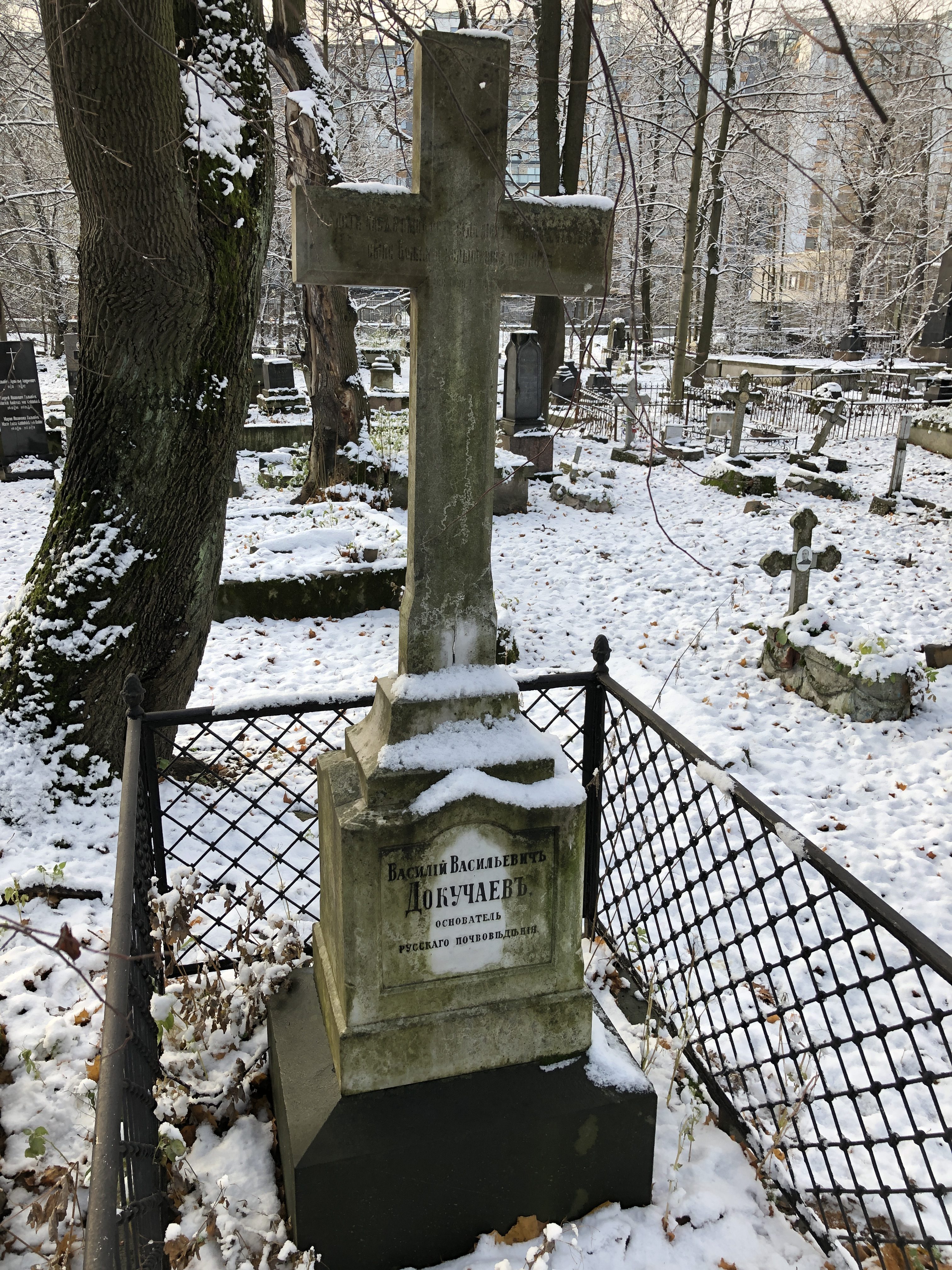
Tombe de Dokoutchaïev au cimetière de Smolensk de Saint-Pétersbourg.

Dokoutchaïev  a exercé une profonde influence sur son élève Vladimir Vernadski, premier théoricien de la biosphère.
La ville de Dokoutchaïevsk, en Ukraine, a été nommée en son honneur.

## Œuvres
- Dokuchaev, V.V. 1879. Short Historical Description and Critical Analysis of the More Important Soil Classifications. Trav. Soc. Nat. Saint-Pétersbourg 10: 64-67. (en russe)
- Dokuchaev, V.V. 1879. Tchernozeme (terre noire) de la Russie d‘Europe (Chernozem of European Russia). Société Impériale Libre Economique. Imprimerie Trenke & Fusnot, Saint-Pétersbourg.
- Dokuchaev, V.V. 1883. Russian Chernozem. In Selected Works of V.V. Dokuchaev, Vol. 1, p. 14–419. Moscow, 1948. Israel Program for Scientific Translations Ltd. (for USDA-NSF), S. Monson, Jersalem, 1967. (Translated from Russian into English by N. Kaner).
- Dokuchaev, V.V. 1893. The Russian Steppes: Study of the Soil in Russia, Its Past and Present. Saint-Pétersbourg, Russie: Department of Agriculture Ministry of Crown Domains for the World's Columbian Exposition at Chicago.
- Dokuchaev, V.V., N.M. Sibirtsev. 1893. Short Scientific Review of Professor Dokuchaev's and His Pupil's Collection of Soils Exposed in Chicago in the Year 1893. Saint-Pétersbourg : Department of Agriculture Ministry of Crown Domains for the World's Columbian Exposition at Chicago.